# Pfaffendorf, Steindorf am Ossiacher See
Pfaffendorf je naselje v Občini Steindorf am Ossiacher See v Okraju Trg na Koroškem v Avstriji.